# Poliészter

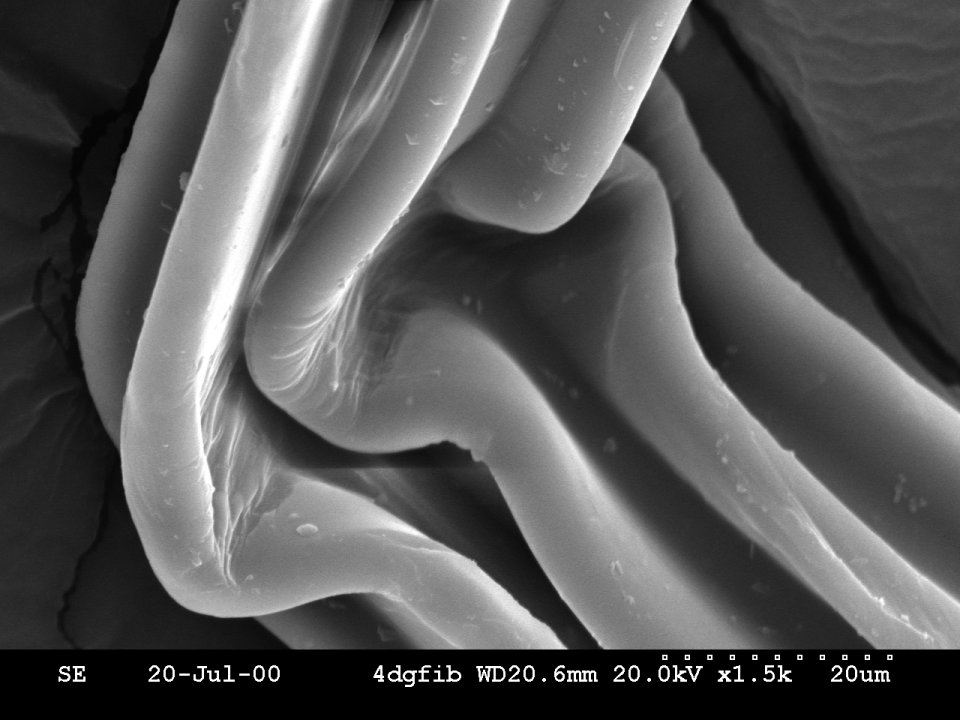
Pásztázó elektronmikroszkópos felvétel egy poliészter szálról

A poliészterek jó elektromos- és hőszigetelő képességekkel rendelkező, hőre lágyuló műanyagok. A molekulái rendkívül hosszú (akár több ezer atomból álló) ún. polimerláncot alkotnak, melyek egymásba gabalyodva adják az anyag szerkezetét.
Általában kétértékű alkoholok (diolok) és különböző dikarbonsavak polikondenzációjával állítják elő. Magas az olvadáspontjuk, nagy hőmérsékleten is jó mechanikai tulajdonságokkal rendelkeznek, és ellenállnak az oldószereknek is.
Többféle poliészter alapú gyanta is ismert. Ezek kiindulási alapja legtöbbször az ortoftálsav. A gyanta megkötéséhez legtöbbször katalizátorra vagy hőre van szükség. A kötés után térhálós szerkezetet vesznek fel, rendkívül ellenállóak és más anyagok felhasználásával (üvegszál, szénszál) ún. (kompozit) héjszerkezetek is létrehozhatóak.
Rendkívül széles a felhasználási köre. Bizonyos típusait szálasanyag formájában a textilipar használja ruházati, egészségügyi és műszaki textíliák gyártására, más típusait pedig fóliaként (csomagolóanyagok, video-, audio- és filmszalagok). Gyakoriak például a pamut-poliészter vagy gyapjú-poliészter alapú ún. kevertszálas textíliák. A műszálgyártásban polisztirollal vegyítve, ultrafinomságú ún. bikomponens szálak készíthetők belőle, ilyenek pl. a nem pihésedő munkaruhák vagy a szarvasbőr utánzatú anyagok.

## Típusai
| Lánc összetétele | Ismétlődő egységek száma | Megnevezés                                  | Jellemző gyártási módszerek                      |
| ---------------- | ------------------------ | ------------------------------------------- | ------------------------------------------------ |
| Alifás           | Homopolimer              | Poliglikol vagy Poliglikolsav (PGA)         | Glikolsav polikondenzációjával                   |
|                  |                          | Politejsav (PLA)                            | Dilaktid gyűrűnyitásos polimerizációjával        |
|                  |                          | Polikaprolakton (PCL)                       | Kaprolakton gyűrűnyitásos polimerizációjával     |
|                  |                          | Polihidroxialkanoát (PHA)                   |                                                  |
|                  |                          | Polihidroxibutirát (PHB)                    |                                                  |
|                  | Kopolimer                | Polietilén-adipát (PEA)                     |                                                  |
|                  |                          | Polibutilén-szukcinát (PBS)                 | Borostyánkősav és butándiol polikondenzációjával |
|                  |                          | Polihidroxibutirát-co-hidroxivalerát (PHBV) |                                                  |
| Részben aromás   | Kopolimer                | Polietilén-tereftalát (PET)                 | Tereftálsav és etilénglikol polikondenzációjával |
|                  |                          | Polibutilén-tereftalát (PBT)                | Tereftálsav és butándiol polikondenzációjával    |
|                  |                          | Politrimetilén-tereftalát (PTT)             | Tereftálsav és propándiol polikondenzációjával   |
|                  |                          | Polietilén-naftalát (PEN)                   |                                                  |
| Aromás           | Kopolimer                | Vectran                                     |                                                  |